# Raymond Ribes
Raymond Ribes est un homme politique français né le 10 mai 1743 à Limoux (Aude) et mort à une date inconnue.

## Biographie
Reçu avocat en 1762, il devient contrôleur des tailles du diocèse d'Alet et Limoux en 1766. Premier consul et maire de Limoux de 1775 à 1778, subdélégué de l'intendant de 1786 à 1789, il devient membre du directoire du département en 1790 puis député de l'Aude de 1791 à 1792. Déclaré suspect sous la Terreur, il est nommé juge au tribunal de l'Aude sous le Directoire, puis au tribunal d'appel de Montpellier en 1800. Il prend sa retraite comme procureur à Limoux, en 1816.

## Sources
- « Raymond Ribes », dans Adolphe Robert et Gaston Cougny, Dictionnaire des parlementaires français, Edgar Bourloton, 1889-1891 [détail de l’édition]